# Ichneumon moelleri
Ichneumon moelleri är en stekelart som beskrevs av Holmgren 1884. Ichneumon moelleri ingår i släktet Ichneumon och familjen brokparasitsteklar. Arten är reproducerande i Sverige. Inga underarter finns listade i Catalogue of Life.